# Melica penicillaris
Melica penicillaris är en gräsart som beskrevs av Pierre Edmond Boissier och Bal. Melica penicillaris ingår i släktet slokar, och familjen gräs. Inga underarter finns listade i Catalogue of Life.